# Чемпіонат Океанії з легкої атлетики 2019
Чемпіонат Океанії з легкої атлетики 2019 був проведений 25-28 червня в Таунсвіллі на стадіоні міського спортивного комплексу. Паралельно з дорослою першістю визначались чемпіони Океанії серед юнаків, юніорів та ветеранів.

## Призери

### Чоловіки
| Дисципліни                | Золото                                                           | Золото   | Срібло                                                                        | Срібло   | Бронза                                                             | Бронза   |
| ------------------------- | ---------------------------------------------------------------- | -------- | ----------------------------------------------------------------------------- | -------- | ------------------------------------------------------------------ | -------- |
| 100 метрів                | Едвард Осеї-Нкетіа Нова Зеландія                                 | 10,34    | Джейк Доран Австралія                                                         | 10,39    | Джек Гейл Австралія                                                | 10,51    |
| 200 метрів                | Джеремі Додсон Самоа                                             | 21,11    | Бануве Табакаукоро Фіджі                                                      | 21,15    | Александр Гартманн Австралія                                       | 21,17    |
| 400 метрів                | Стівен Соломон Австралія                                         | 46,12    | Тайлер Ганн Австралія                                                         | 46,51    | Алекс Бек Австралія                                                | 46,61    |
| 800 метрів                | Джошуа Ральф Австралія                                           | 1.49,34  | Мейсон Коен Австралія                                                         | 1.49,77  | Бред Матас Нова Зеландія                                           | 1.50,47  |
| 1500 метрів               | Метью Рамсден Австралія                                          | 3.44,41  | Рорі Гантер Австралія                                                         | 3.44,67  | Семюел Таннер Нова Зеландія                                        | 3.46,30  |
| 5000 метрів               | Олі Чигнелл Нова Зеландія                                        | 14.07,17 | Метью Бакстер Нова Зеландія                                                   | 14.08,87 | Ендрю Бучанан Австралія                                            | 14.19,53 |
| 10000 метрів              | Гаррі Саммерс Австралія                                          | 29.19,99 | Джек Райнер Австралія                                                         | 29.55,41 | Сіуне Кагл Папуа Нова Гвінея                                       | 32.47,14 |
| 110 метрів з бар'єрами    | Ніклас Хаф Австралія                                             | 13,77    | Ніклас Ендрюс Австралія                                                       | 13,84    | Джейкоб Маккоррі Австралія                                         | 14,13    |
| 400 метрів з бар'єрами    | Іан Дьюхьорст Австралія                                          | 50,79    | Майкл Кокрейн Нова Зеландія                                                   | 51,54    | Деніел Баул Папуа Нова Гвінея                                      | 52,30    |
| 3000 метрів з перешкодами | Бен Бакінгем Австралія                                           | 8.41,15  | Макс Стівенс Австралія                                                        | 8.43,22  | Метью Кларк Австралія                                              | 8.45,14  |
| 4×100 метрів              | Австралія Джейк Доран Александр Гартманн Джек Гейл Зак Голдсворт | 39,36    | Папуа Нова Гвінея Лінус Кураві Бенджамін Аліел Манока Джон Майкл Пенні        | 41,85    | Самоа Пауло Воллворк-Туала Тапасу Паеа Колон Алефосіо Келвін Масоу | 41,97    |
| 4×400 метрів              | Австралія Алекс Бек Тайлер Ганн Іан Галпін Стівен Соломон        | 3.08,67  | Папуа Нова Гвінея Еммануел Ванга Камініел Матлаун Деніел Баул Бенджамін Аліел | 3.13,32  | Нова Зеландія Макс Аттвелл Люк Мерсіка Семюел Таннер Джошуа Леджер | 3.14,33  |
| Ходьба 10000 метрів       | Рідіан Ковлі Австралія                                           | 41.57,57 | Деклан Тінгей Австралія                                                       | 42.42,44 | не вручалась                                                       |          |
| Стрибки у висоту          | Гаміш Керр Нова Зеландія                                         | 2,30     | Брендон Старк Австралія                                                       | 2,22     | Джоел Баден Австралія                                              | 2,14     |
| Стрибки з жердиною        | Ангус Армстронг Австралія                                        | 5,40     | Стівен Клаф Австралія                                                         | 5,30     | Нік Саутгейт Нова Зеландія                                         | 5,30     |
| Стрибки у довжину         | Генрі Сміт Австралія                                             | 7,91     | Джордан Петерс Нова Зеландія                                                  | 7,61     | Крістофер Мітревські Австралія                                     | 7,50     |
| Потрійний стрибок         | Елвін Джонс Австралія                                            | 15,85    | Айо Оре Австралія                                                             | 15,73    | Пеніел Річард Папуа Нова Гвінея                                    | 15,24    |
| Штовхання ядра            | Джако Гілл Нова Зеландія                                         | 20,75    | Деміен Біркенхед Австралія                                                    | 19,55    | Раян Баллантайн Нова Зеландія                                      | 19,05    |
| Метання диска             | Мітчелл Купер Австралія                                          | 60,25    | Александр Паркінсон Нова Зеландія                                             | 58,32    | Маршалл Голл Нова Зеландія                                         | 57,03    |
| Метання молота            | Коста Куспаріс Австралія                                         | 66,20    | Нед Везерлі Австралія                                                         | 65,94    | Ентоні Нобіло Нова Зеландія                                        | 64,93    |
| Метання списа             | Неш Ловіс Австралія                                              | 79,10    | Ліем О'Браєн Австралія                                                        | 77,32    | Алекс Вуд Нова Зеландія                                            | 71,44    |
| Десятиборство             | Ешлі Молоні Австралія                                            | 8103     | Седрік Даблер Австралія                                                       | 8031     | Кайл Кренстон Австралія                                            | 7702     |

### Жінки
| Дисципліни                | Золото                                                                   | Золото   | Срібло                                                                 | Срібло   | Бронза                                                              | Бронза   |
| ------------------------- | ------------------------------------------------------------------------ | -------- | ---------------------------------------------------------------------- | -------- | ------------------------------------------------------------------- | -------- |
| 100 метрів                | Зої Гоббс Нова Зеландія                                                  | 11,56    | Наа Ананг Австралія                                                    | 11,67    | Джорджія Гуллс Нова Зеландія                                        | 11,99    |
| 200 метрів                | Райлі Дей Австралія                                                      | 23,51    | Зої Гоббс Нова Зеландія                                                | 23,68    | Нана-Адома Овусу-Афріїе Австралія                                   | 23,86    |
| 400 метрів                | Бендере Обоя Австралія                                                   | 52,76    | Кейтлін Джонс Австралія                                                | 53,65    | Анджелін Блекберн Австралія                                         | 55,00    |
| 800 метрів                | Катріона Біссет Австралія                                                | 2.02,16  | Анджела Петті Нова Зеландія                                            | 2.03,41  | Морган Мітчелл Австралія                                            | 2.05,02  |
| 1500 метрів               | Джорджія Гріффіт Австралія                                               | 4.12,53  | Бернадетт Вільямс Австралія                                            | 4.13,52  | Сара Біллінгс Австралія                                             | 4.16,41  |
| 5000 метрів               | Мелісса Дункан Австралія                                                 | 15.41,44 | Пейдж Кемпбелл Австралія                                               | 15.46,25 | Тара Палм Австралія                                                 | 16.35,16 |
| 10000 метрів              | Шинед Дайвер Австралія                                                   | 32.25,86 | Еллі Пашлі Австралія                                                   | 32.29,08 | Емілі Брічачек Австралія                                            | 33.23,45 |
| 100 метрів з бар'єрами    | Бріанна Біган Австралія                                                  | 13,30    | Челесте Муччі Австралія                                                | 13,49    | Мішелль Єннеке Австралія                                            | 13,81    |
| 400 метрів з бар'єрами    | Сара Кляйн Австралія                                                     | 56,07    | Сара Карлі Австралія                                                   | 56,72    | Портіа Бінг Нова Зеландія                                           | 57,11    |
| 3000 метрів з перешкодами | Пейдж Кемпбелл Австралія                                                 | 9.46,40  | Джорджія Вінкап Австралія                                              | 9.46,51  | Стелла Редфорд Австралія                                            | 10.16,50 |
| 4×100 метрів              | Австралія Нана-Адома Овусу-Афріїе Крісті Едвардс Райлі Дей Челесте Муччі | 44,47    | Нова Зеландія Олівія Ітон Брук Сомерфілд Джорджія Галлс Наташа Іді     | 45,19    | Папуа Нова Гвінея Адрін Монагі Тоея Візіл Ненсі Малмамут Леоні Беу  | 47,08    |
| 4×400 метрів              | Австралія Анджелін Блекберн Кейтлін Джонс Еллі Беер Иорган Мітчелл       | 3.38,86  | Нова Зеландія Стелла Піарлесс Анджела Петті Кетрін Кемп Крісті Соломон | 3.47,70  | Папуа Нова Гвінея Леоні Беу Донна Коніел Ізіла Апкуп Ненсі Малмамут | 3.53,49  |
| Ходьба 10000 метрів       | Джемайма Монтаг Австралія                                                | 43.50,84 | Кеті Гейворд Австралія                                                 | 45.35,81 | Клер Вудс Австралія                                                 | 47.16,28 |
| Стрибки у висоту          | Джозефін Рівс Нова Зеландія                                              | 1,86     | Аліша Бернетт Австралія                                                | 1,86     | Ганна Джой Австралія                                                | 1,84     |
| Стрибки з жердиною        | Єлізавета Парнова Австралія                                              | 4,60     | Олівія Мактаггарт Нова Зеландія                                        | 4,25     | Ліза Кемпбелл Австралія                                             | 4,10     |
| Стрибки у довжину         | Реллі Капутін Папуа Нова Гвінея                                          | 6,50     | Брук Страттон Австралія                                                | 6,49     | Наа Ананг Австралія                                                 | 6,44     |
| Потрійний стрибок         | Реллі Капутін Папуа Нова Гвінея                                          | 13,04    | Еллен Петтітт Австралія                                                | 12,94    | Алія Джонсон Австралія                                              | 12,87    |
| Штовхання ядра            | Медісон-Лі Віше Нова Зеландія                                            | 18,04    | Вікторія Оверс Нова Зеландія                                           | 16,26    | Атамаама Туутафаїва Тонга                                           | 16,15    |
| Метання диска             | Кімберлі Малголл Австралія                                               | 55,88    | Тарін Голлшевські Австралія                                            | 55,14    | Сосітіна Гакеаї Нова Зеландія                                       | 54,96    |
| Метання молота            | Джулія Раткліфф Нова Зеландія                                            | 71,39    | Александра Галлі Австралія                                             | 65,81    | Ніколь Бредлі Нова Зеландія                                         | 64,49    |
| Метання списа             | Келсі-Лі Барбер Австралія                                                | 65,61    | Макензі Літтл Австралія                                                | 57,74    | Торі Пітерс Нова Зеландія                                           | 51,79    |
| Семиборство               | К'яра Реддінгіус Австралія                                               | 5149     | Крістіна Раян Нова Зеландія                                            | 4756     | не вручалась                                                        |          |

### Змішана
| Дисципліни   | Золото                                                     | Золото  | Срібло                                                          | Срібло  | Бронза       | Бронза |
| ------------ | ---------------------------------------------------------- | ------- | --------------------------------------------------------------- | ------- | ------------ | ------ |
| 4×400 метрів | Австралія Ребекка Беннетт Еллі Беер Том Віллемс Іан Галпін | 3.23,56 | Гуам Морін де ла Пас Пол Дімаланта Дженіна Крісс Крістіан Рудер | 4.02,38 | не вручалась |        |

## Медальний залік
| Місце | Країна            | Золото | Срібло | Бронза | Загалом |
| ----- | ----------------- | ------ | ------ | ------ | ------- |
| 1     | Австралія         | 34     | 30     | 22     | 86      |
| 2     | Нова Зеландія     | 8      | 11     | 13     | 32      |
| 3     | Папуа Нова Гвінея | 2      | 2      | 5      | 9       |
| 4     | Самоа             | 1      | 0      | 1      | 2       |
| 5     | Фіджі             | 0      | 1      | 0      | 1       |
| 6     | Гуам              | 0      | 1      | 0      | 1       |
| 7     | Тонга             | 0      | 0      | 1      | 1       |